# مارك إيفان جاكسون
مارك إيفان جاكسون (بالإنجليزية: Marc Evan Jackson)‏ هو مدون صوتي وممثل أمريكي، ولد في 21 أغسطس 1970 ببوفالو في الولايات المتحدة.

## أعمال

### أفلام
- (2014) 22 شارع جامب
- (2017) مرحبا بكم في الأدغال[6]

## وصلات خارجية
- مارك إيفان جاكسون على موقع IMDb (الإنجليزية)
- مارك إيفان جاكسون على موقع ميوزك برينز (الإنجليزية)
- مارك إيفان جاكسون على موقع قاعدة بيانات الفيلم (الإنجليزية)